# Phyllobates
Phyllobates és un gènere de granotes verinoses, el qual conté, probablement, l'espècie més verinosa de totes: Totes les seves espècies són acolorides i varien en grau de toxicitat. Només les espècies de Phyllobates són usades per les tribus ameríndies de l'Amèrica del Sud com a font de verí per als seus dards de caça. El verí que segreguen aquestes granotes a través de la pell és la batracotoxina. Habiten des de Nicaragua fins a Colòmbia.
Phyllobates contenia diverses espècies que ara es troben dins el gènere Dendrobates.
- Phyllobates aurotaenia (Boulenger, 1913)
- Phyllobates bicolor (Duméril i Bibron, 1841)
- Phyllobates lugubris (Schmidt, 1857)
- Phyllobates terribilis (Myers, Daly i Malkin, 1978)
- Phyllobates vittatus (Cope, 1893)[4][5][6][7][8][9][10][11]

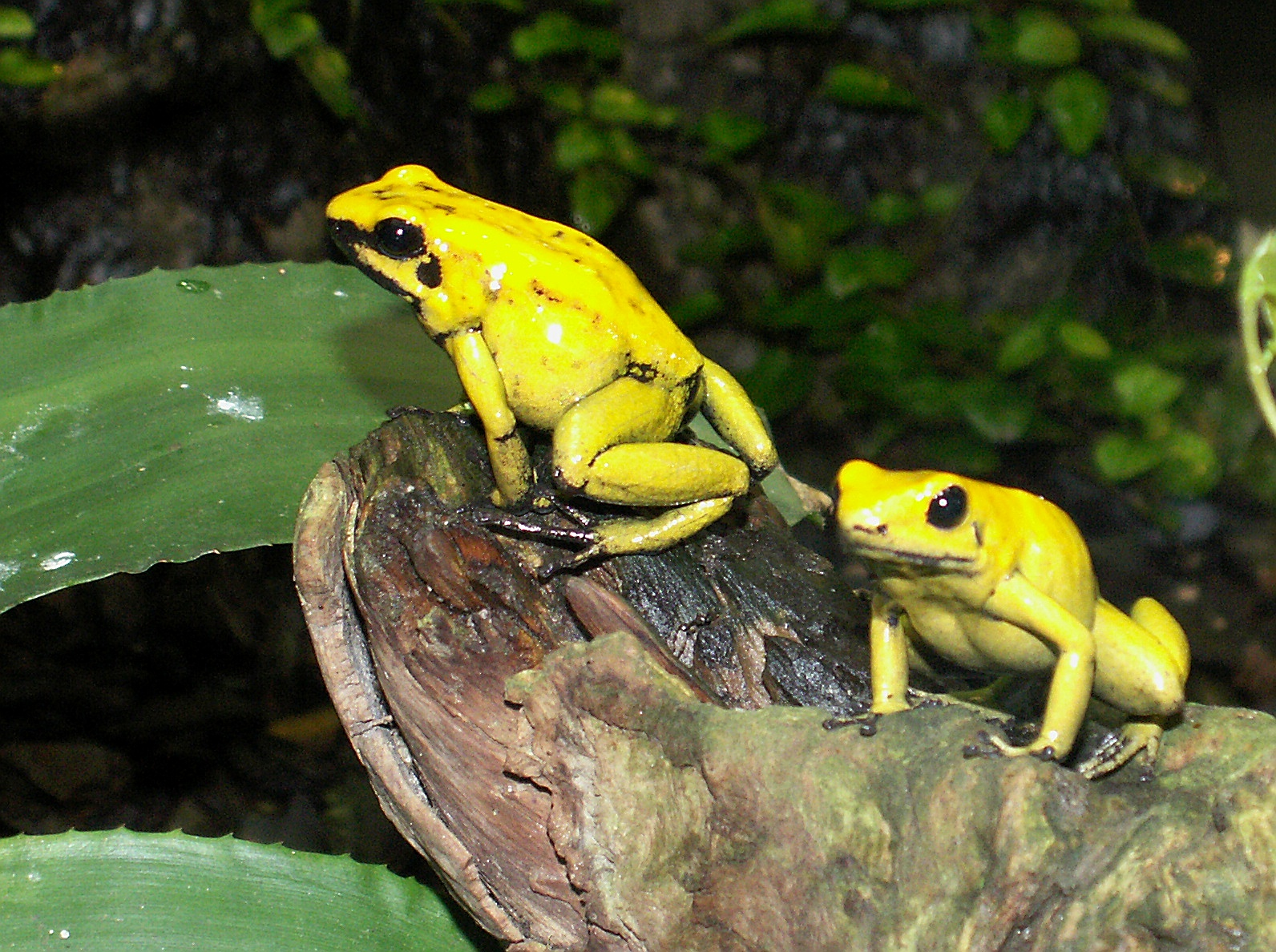
Phyllobates terribilis
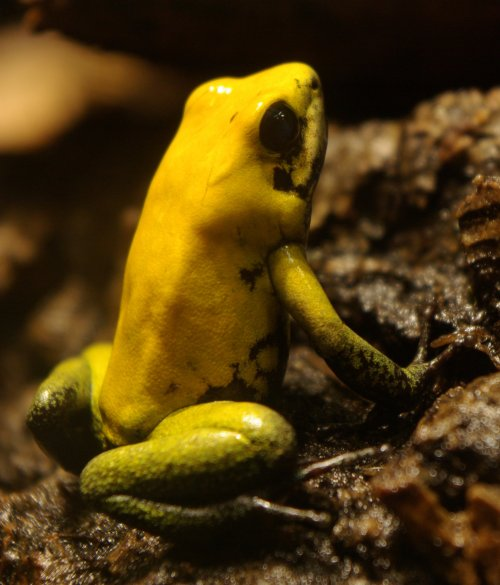
Phyllobates bicolor
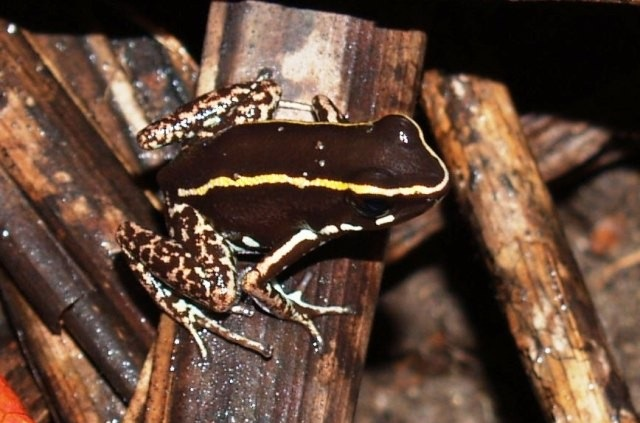
Phyllobates lugubris
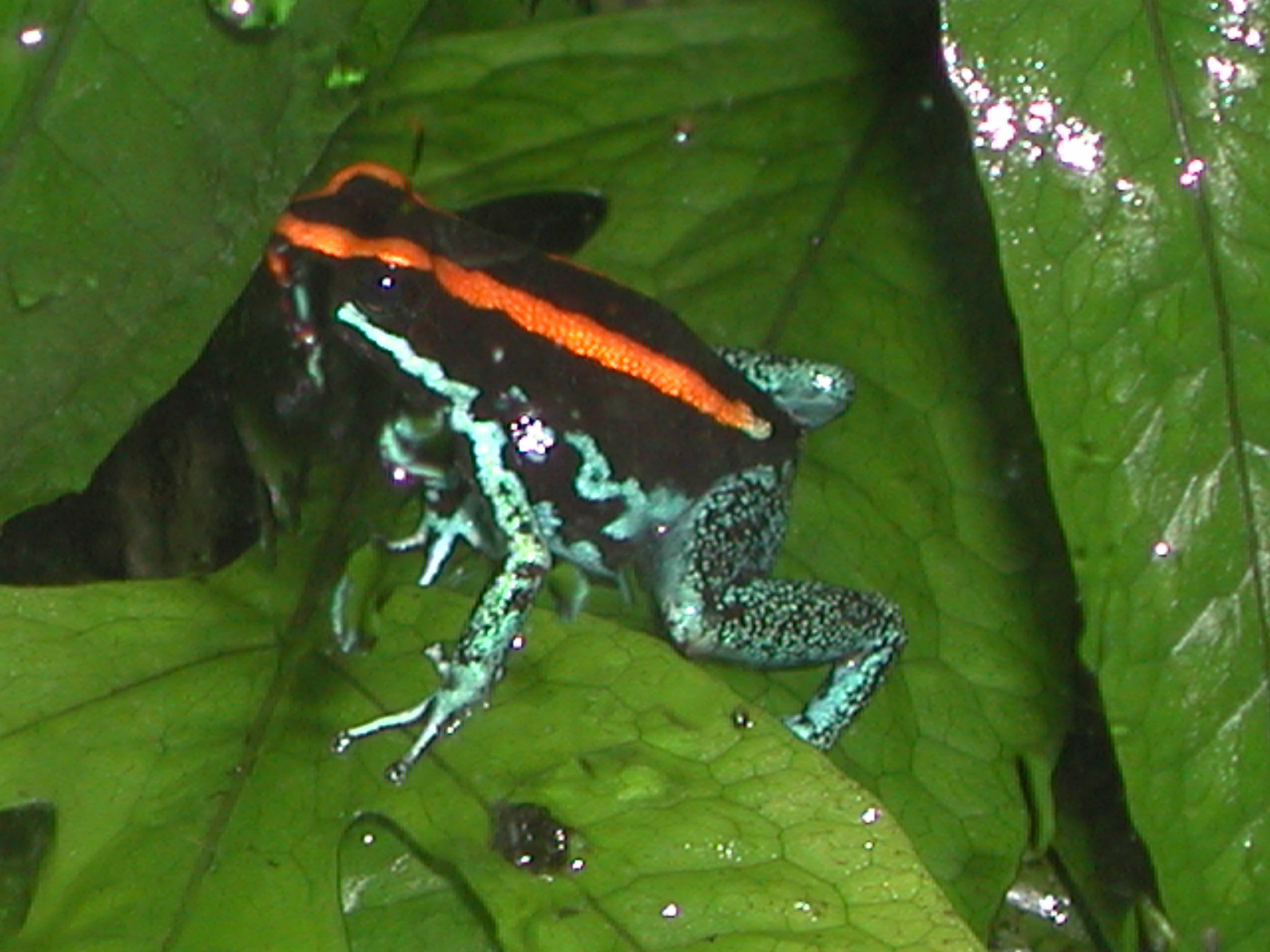
Phyllobates vittatus